# SCAMP1
SCAMP1 (англ. Secretory carrier membrane protein 1) – білок, який кодується однойменним геном, розташованим у людей на короткому плечі 5-ї хромосоми. Довжина поліпептидного ланцюга білка становить 338 амінокислот, а молекулярна маса — 37 920.
| 10         |  | 20         |  | 30         |  | 40         |  | 50         |
| ---------- |  | ---------- |  | ---------- |  | ---------- |  | ---------- |
| MSDFDSNPFA |  | DPDLNNPFKD |  | PSVTQVTRNV |  | PPGLDEYNPF |  | SDSRTPPPGG |
| VKMPNVPNTQ |  | PAIMKPTEEH |  | PAYTQIAKEH |  | ALAQAELLKR |  | QEELERKAAE |
| LDRREREMQN |  | LSQHGRKNNW |  | PPLPSNFPVG |  | PCFYQDFSVD |  | IPVEFQKTVK |
| LMYYLWMFHA |  | VTLFLNIFGC |  | LAWFCVDSAR |  | AVDFGLSILW |  | FLLFTPCSFV |
| CWYRPLYGAF |  | RSDSSFRFFV |  | FFFVYICQFA |  | VHVLQAAGFH |  | NWGNCGWISS |
| LTGLNQNIPV |  | GIMMIIIAAL |  | FTASAVISLV |  | MFKKVHGLYR |  | TTGASFEKAQ |
| QEFATGVMSN |  | KTVQTAAANA |  | ASTAASSAAQ |  | NAFKGNQI   |  |            |

A: Аланін

C: Цистеїн

D: Аспарагінова кислота

E: Глутамінова кислота

F: Фенілаланін

G: Гліцин

H: Гістидин

I: Ізолейцин

K: Лізин

L: Лейцин

M: Метіонін

N: Аспарагін

P: Пролін

Q: Глутамін

R: Аргінін

S: Серин

T: Треонін

V: Валін

W: Триптофан

Кодований геном білок за функцією належить до фосфопротеїнів. 
Задіяний у таких біологічних процесах, як транспорт, транспорт білків, ацетилювання, альтернативний сплайсинг. 
Локалізований у мембрані, апараті гольджі, ендосомах.